# Jurong Island
Jurong Island er en kunstig ø, der ligger sydvest for hovedøen i Singapore. Øen blev formet af sammenlægningen af syv offshore øer: Pulau Ayer Chawan, Pulau Ayer Merbau, Pulau Merlimau, Pulau Pesek, Pulau Pesek Kechil (også kaldt Terumbu Pesek), Pulau Sakra (der var en tidligere sammenlægning af øerne Pulau Sakra og Pulau Bakau), Pulau Seraya, Pulau Meskol, Pulau Mesemut Laut, Pulau Mesemut Darat og Anak Pulau. Dette var gjort ved hjælp af landvinding. Denne landvinding af Jurong Island blev gennemført den 24. september 2009, 20 år tidligere end planlagt. Pulau Buaya blev lagt sammen med Jurong Island via landvinding i 2010. Jurong Island danner et landareal på 32 km², hvor det oprindelige areal var mindre end 10 km². Jurong Island er den største af Singapores fjerntliggende øer.

## Historie
De fjerntliggende øer Pulau Ayer Chawan, Pulau Ayer Merbau, Pulau Merlimau og Pulau Seraya var oprindelig hjemsted for fiskerisamfund, der bestod af små landsbyer, helt op til 1960'erne. Landsbyboerne boede i træhuse, der var bygget i malaysisk stil på øer med palmer. I tidspunktet mellem slutningen af 1960'erne til starten af 1970'erne planlagde tre olieselskaber at bygge deres faciliteter på Pulau Ayer Chawan for Esso, Pulau Merlimau for Singapore Refinery Company og Pulau Pesek for Mobil Oil.
Singapores regering udviklede derefter den petrokemiske industri, et valg der betød signifikant økonomisk vækst. Det var starten til olieindustrien, der startede i 1970'erne.
I løbet af 1980'erne, efter et årti med hurtigt voksende industrialisering, blev der mangel på industriel jord på hovedøen. Det medførte, at idéen om at skabe en stor ø ved at forbinde øerne syd for Jurong, blev født, dette for at skabe mere jord til industrien.
I 1991 blev JTC Corporation (før: Jurong Town Corporation) udnævnt til agent for Jurong Island projektet. JTC planlagde og koordinerede sammen med forskellige regeringsmyndigheder i at skaffe den nødvendige infrastruktur og tjenester til øen.
Fysisk landvinding begyndte i 1995, og Jurong Island blev officielt åbnet den 14. oktober 2000 af premierminister Goh Chok Tong. Det oprindelige landområde bestod af syv småøer eller holme på i alt 9,91 km² landareal, men udgør efter landvindingsudvidelsen, der afsluttedes den 25. september 2009, nu 30 km². Penta-Ocean Construction var hovedentreprenøren og landvindingen blev gennemført 20 år tidligere end planlagt.

## Sikkerhed
Jurong Island blev kategoriseret som et beskyttet sted efter terrorangrebet den 11. september 2001 (mest i oktober 2001). Et privat sikkerhedsselskab har fået kontrakt til at stå for sikkerheden angående hvem der får adgang til øen, mens Singapore Army hjælper med at beskytte øen.
Adgang til øen er begrænset til personale og besøgende, og de modtager sikkerhedspas. Andre sikkerheds restriktioner er bl.a. at ethvert fotografisk udstyr, der medbringes til øen skal deklareres. Uden tilladelse fra Island Security er det forbudt at tage billeder og video på Jurong Island. Enhver der pågribes i at tage billeder eller video pågribes og overlades til politiet, og derefter mister de deres adgangspas til Jurong Island.